# Árpád Medve
Árpád Medve (* 10. Januar 1917; † 16. November 2001) war ein ungarischer Fußballspieler und -trainer.

## Leben
Als Spieler war er, vom FC Sturm Hauzenberg aus der Gegend um Passau kommend, zwischen 1948 und 1950 rechter Läufer beim niederbayerischen TSV 1861 Straubing, war aber nicht unbedingt Teil der Stammformation. Er wurde mit dem Verein Siebter und Dritter in der zweitklassigen Bayernliga, damals Landesliga genannt. Der dritte Platz reichte zur Qualifikation für die 1950/51 erstmals ausgespielte Südstaffel der semiprofessionellen II. Division, die der Oberliga-Süd nachgeordnet war.
Zur folgenden Saison wechselte er zusammen mit seinem Straubinger Mitspieler Antoni, ein Stürmer, zum Bayernligaaufsteiger SpVgg Plattling. Es wurde ihnen beschieden, dass sie das Spiel der Mannschaft dort „noch ideenreicher und schwungvoller“ machten, was aber scheinbar immer noch nicht reichte, denn die SpVgg stieg wider Erwarten als Vorletzter gleich wieder ab.
Damit beendete der Ungar seine Spielerlaufbahn und trat im Bayerischen Wald als Trainer in der Kreisliga, das war die zweite Amateurliga, also die insgesamt vierthöchste Leistungsstufe, mit dem SC Zwiesel an. In der Saison darauf kehrte er in seiner neuen Funktion zurück zur mittlerweile wieder in die Bayernliga aufgestiegene Mannschaft der SpVgg Plattling. Diesmal gelang mit dem 9. Rang unter 19 Mannschaften der Klassenerhalt.
Ab 1954 war er für zwei Jahre beim immer noch in der II. Division spielenden TSV Straubing, wo er Theo Otto nachfolgte. Er erreichte zunächst den sechsten und dann den 10. Platz. 1956 verließ er Straubing, wo ihm der von der TSG Ulm 46 kommenden Landsmann Emil Izsó nachfolgte.
Medve wurde vom Ligakonkurrenten SV Waldhof Mannheim abgeworben, wo man hoffte, dass er den 1954 abgestiegenen Verein wieder in die Oberliga zurückführen werde. Unter seinem Vorgänger Ludwig Günderoth, der interimsmäßig im März für Fritz Weidinger kam, waren die Waldhöfer zuletzt Sechste in der zweiten Liga. Unter Medve wurde der SVW 1957 noch Siebter, aber 1958 konnte der Wiederaufstieg nach vier Jahren als Erster gesichert werden. 1959 folgte der umgehende Wiederabstieg als Letzter der Oberliga. Aber bei der 0:8-Niederlage beim 1. FC Nürnberg, dem 3:7 beim Karlsruher SC und dem 1:9 gegen den FC Bayern, die bis heute höchste Heimniederlage der Vereinsgeschichte, konnten sich die Waldhof Fans endlich einmal an Toren satt sehen. 1960 folgte, mit dem von Saar 05 geholten Klaus Sinn, der sich zu Vereinsurgestein entwickeln sollte, erneut als erster, genauso prompt der Wiederaufstieg. Diesmal sorgte ein 7:2 zu Hause gegen TSV Straubing für Begeisterung. In der Saison 1960/61 erreichte er mit dem SV Waldhof den 13. Platz und sicherte mit einem Punkt Vorsprung auf den 15. den Klassenerhalt. Der 23-jährige Werner Gutperle, der im nächsten Leben ein imposanter Unternehmer werden sollte,  trug mit 14 Toren zum Erfolg bei. Medve machte in der kommenden Platz für Adolf Knoll, der die Waldhöfer wieder in die II. Division führen sollte.  Insgesamt obwaltete Medev als Trainer bei den Mannheimern in 162 Ligaspielen (77/31/66) und 12 Pokalspielen.
Medve wechselte 1961 zum SV Wiesbaden der dann am Ende der Saison als 16. nach zwölf Jahren ununterbrochener Zugehörigkeit zur II. Division ins Amateurlager abstieg. 1967 sollte der Verein noch einmal für ein Jahr zweitklassig werden.
Zu Beginn der Regionalliga-Süd Saison 1964/65 trat er beim 1. FC Pforzheim an. 1965 war  der Verein 13., 1966 7. Zur Mitte der Saison 1966/67 wurde Medve durch Heinz Ruppenstein abgelöst, der aber auch nicht verhindern konnte, dass die Pforzheimer mit nur drei Siegen und sieben Unentschieden aus 34 Partien abstiegen. Wie der bereits ein Jahr vorher in die Drittklassigkeit entschwundene Lokalrivale VfR Pforzheim sollte der 1. FC es nie wieder in die Zweitklassigkeit schaffen, wenngleich er 1991 noch einmal nahe rankam.
Zur Beginn der Saison 1967/68 kehrte er wieder nach Straubing zum TSV zurück, wo er Paul Buhl ablöste, der wiederum im Verlauf der vorigen Saison – in der die Niederbayern Neunte der damals drittklassigen, der Regionalliga-Süd nachgeordneten Bayernliga wurden – den Ex-FC Bayern-Trainer Georg Bayerer abgelöst hatte.
Unter Medve wurde die Mannschaft aus der Zuchthausstadt 1968 Dritte: so hoch sollten die Straubinger niemals wieder kommen. 1969 reichte es bereits nurmehr zum 16. Platz, zwei Punkte vor einem Abstiegsrang. Unter seinem Nachfolger Oswald Osadczuk wurden die Straubinger 1970 15., allerdings punktgleich mit der SpVgg Helios aus München, die auf dem damals abstiegsverpflichtenden 16. Platz landete. Es gab dann ein Entscheidungsspiel, da die Tordifferenz in diesem Falle nicht zu Tragen kam. Helios gewann 2:0.